# Psammolestes
Psammolestes es un género de insectos heteróptero y hematófago de la subfamilia Triatominae, dentro de la familia de las chinches asesinas (Reduviidae).
Se los puede encontrar en los nidos de diversas aves, principalmente de la familia Furnariidae.
El género fue descrito científicamente por primera vez por Ernst Evald Bergroth en 1911.

## Especies
Las especies identificadas del género Psammolestes son:
- Psammolestes arthuri (Pinto, 1926) (Tc)
- Psammolestes coreodes Bergroth, 1911
- Psammolestes tertius Cuaresma y Jurberg, 1965 (Tc)

La designación (Tc) significa que la especie se asocia con Trypanosoma cruzi, el agente etiológico de la enfermedad de Chagas.